# Triplostephanus
Triplostephanus is een geslacht van weekdieren uit de klasse van de Gastropoda (slakken).

## Soorten
- Triplostephanus elliscrossi (Bratcher, 1979)
- Triplostephanus fenestratus (Hinds, 1844)
- Triplostephanus guineensis (Bouchet, 1983)
- Triplostephanus hoaraui (Drivas & Jay, 1988)
- Triplostephanus triseriatus (Gray, 1834)
- Triplostephanus waikikiensis (Pilsbry, 1921)